# Shanghai Diamond League 2025
Lo Shanghai Diamond League 2025 è stata la 15ª edizione dell'annuale meeting di atletica leggera, seconda tappa del circuito Diamond League 2025. Le competizioni hanno avuto luogo presso lo Shaoxing China Textile City Sports Center di Shaoxing il 3 maggio 2025, a causa dei lavori di ristrutturazione dello Stadio di Shanghai.

## Programma[1]
| # | Orario | Specialità         |
| - | ------ | ------------------ |
| 1 | 17:45  | Salto in lungo     |
| 2 | 18:22  | Salto con l'asta   |
| 3 | 19:04  | 400 metri ostacoli |
| 4 | 19:26  | 5000 metri piani   |
| 5 | 19:39  | Salto triplo       |
| 6 | 19:50  | 100 metri ostacoli |
| 7 | 20:12  | 400 metri piani    |
| 8 | 20:24  | 100 metri piani    |
| 9 | 20:33  | 3000 metri siepi   |

| # | Orario | Specialità             |
| - | ------ | ---------------------- |
| 1 | 17:28  | Lancio del disco       |
| 2 | 18:20  | Getto del peso         |
| 4 | 18:43  | Salto in alto          |
| 5 | 19:15  | 800 metri piani        |
| 6 | 19:17  | Lancio del giavellotto |
| 7 | 20:01  | 200 metri piani        |
| 8 | 20:52  | 100 metri ostacoli     |

     Specialità valide per la Diamond League

## Risultati
Di seguito i primi tre classificati di ogni specialità.

### Uomini
| Specialità       | 1º classificato    | Prestazione | 2º classificato   | Prestazione | 3º classificato     | Prestazione |
| 100 m            | Akani Simbine      | 9"98        | Kishane Thompson  | 9"99        | Letsile Tebogo      | 10"03       |
| 400 m            | Christopher Bailey | 44"17       | Bayapo Ndori      | 44"32       | Busang Kebinatshipi | 44"63       |
| 5000 m           | Berihu Aregawi     | 12'50"45    | Kuma Girma        | 12'50"69    | Mezgebu Sime        | 12'51"86    |
| 110 m hs         | Cordell Tinch      | 12"87       | Rachid Muratake   | 13"10       | Rasheed Broadbell   | 13"24       |
| 400 m hs         | Karsten Warholm    | 47"28       | Matheus Lima      | 48"08       | Carl Bengtström     | 48"72       |
| 3000 m siepi     | Abrham Sime        | 8'07"92     | Edmund Serem      | 8'08"68     | Simon Koech         | 8'09"05     |
| Salto in lungo   | Shi Yuhao          | 8,21 m      | Shu Heng          | 8,18 m =    | Wayne Pinnock       | 8,10 m      |
| Salto triplo     | Pedro Pichardo     | 17,03 m     | Jordan Scott      | 17,00 m     | Zhu Yaming          | 16,92 m     |
| Salto con l'asta | Armand Duplantis   | 6,11 m      | Emmanouil Karalis | 6,01 m      | Menno Vloon         | 5,82 m      |

     Prestazione che stabilisce il nuovo record del meeting.

### Donne
| Specialità             | 1º classificato    | Prestazione | 2º classificato     | Prestazione | 3º classificato   | Prestazione |
| 200 m                  | Anavia Battle      | 22"38       | Rhasidat Adeleke    | 22"72       | Henriette Jæger   | 22"86       |
| 800 m                  | Tsige Duguma       | 1'56"64     | Sarah Billings      | 1'57"83     | Halimah Nakaayi   | 1'58"39     |
| 100 m hs               | Grace Stark        | 12"42       | Danielle Williams   | 12"55       | Marione Fourie    | 12"62 =     |
| Salto in alto          | Jaroslava Mahučich | 2,00 m      | Nicola Olyslagers   | 1,98 m      | Eleanor Patterson | 1,95 m      |
| Getto del peso         | Chase Jackson      | 20,54 m     | Jessica Schilder    | 19,77 m     | Fanny Roos        | 19,66 m     |
| Lancio del disco       | Valarie Allman     | 70,08 m     | Jorinde van Klinken | 66,22 m     | Yaime Pérez       | 65,00 m     |
| Lancio del giavellotto | Elina Tzengko      | 64,90 m     | Dai Qianqian        | 64,38m      | Jo-Ane van Dyk    | 62,53 m     |

     Prestazione che stabilisce il nuovo record del meeting.